# Elizabeth Bravo
Pour les articles homonymes, voir Bravo.
Elizabeth María Bravo Iniguez née le 30 janvier 1987 à Cuenca en Équateur est une triathlète professionnelle, championne panaméricaine de triathlon en 2019 et 2024.

## Palmarès
Le tableau présente les résultats les plus significatifs (podium) obtenus sur le circuit international de triathlon depuis 2009,.
| Année | Compétition                                           | Pays                   | Position          | Temps           |
| ----- | ----------------------------------------------------- | ---------------------- | ----------------- | --------------- |
| 2023  | Ironman 70.3 Équateur                                 | Équateur               | Médaille d'or     | 4 h 30 min 10 s |
| 2021  | Coupe panaméricains - l'étape de Santiago             | Chili                  | Médaille d'or     | 1 h 1 min 37 s  |
| 2021  | Coupe panaméricains - l'étape sprint de Salinas       | Équateur               | Médaille d'or     | 1 h 2 min 52 s  |
| 2019  | Championnats panaméricains                            | Mexique                | Médaille d'or     | 1 h 58 min 45 s |
| 2019  | Coupe panaméricains - l'étape de Salinas              | Équateur               | Médaille d'or     | 2 h 2 min 55 s  |
| 2018  | Coupe panaméricains - l'étape de Salinas              | Équateur               | Médaille d'or     | 2 h 2 min 3 s   |
| 2018  | Coupe panaméricains - l'étape sprint de Santo Domingo | République dominicaine | Médaille d'or     | 1 h 3 min 13 s  |
| 2017  | Coupe du monde - l'étape sprint de Salinas            | Équateur               | Médaille d'or     | 0 h 57 min 48 s |
| 2017  | Coupe panaméricains - l'étape de Ibarra               | Équateur               | Médaille d'or     | 2 h 3 min 11 s  |
| 2016  | Coupe panaméricains - l'étape sprint de Galapagos     | Équateur               | Médaille d'or     | 1 h 3 min 45 s  |
| 2016  | Coupe panaméricains - l'étape de Ibarra               | Équateur               | Médaille d'or     | 2 h 9 min 11 s  |
| 2015  | Coupe panaméricains - l'étape de Salinas              | Équateur               | Médaille d'or     | 2 h 6 min 58 s  |
| 2015  | Coupe panaméricains - l'étape de Ibarra               | Équateur               | Médaille d'or     | 2 h 4 min 19 s  |
| 2015  | championnats panaméricains                            | Mexique                | Médaille d'argent | 1 h 58 min 29 s |
| 2014  | Coupe panaméricains - l'étape de Lima                 | Pérou                  | Médaille d'or     | 1 h 59 min 50 s |
| 2014  | Coupe panaméricains - l'étape de Monterrey            | Mexique                | Médaille d'or     | 1 h 59 min 7 s  |
| 2011  | Coupe panaméricains - l'étape de Roatan               | Honduras               | Médaille d'or     | 2 h 21 min 50 s |
| 2010  | Coupe panaméricains - l'étape de Vina del Mar         | Chili                  | Médaille d'or     | 2 h 6 min 51 s  |
| 2009  | Coupe panaméricains - l'étape de Vina del Mar         | Chili                  | Médaille d'or     | 2 h 0 min 28 s  |
| 2009  | Coupe panaméricains - l'étape de La Paz               | Argentine              | Médaille d'or     | 2 h 15 min 38 s |
| 2009  | Coupe panaméricains - l'étape de Lima                 | Pérou                  | Médaille d'or     | 2 h 11 min 20 s |